# Drysdalia
Las serpientes coronadas (Drysdalia) son un género de serpientes pertenecientes a la familia Elapidae nativas de las regiones meridional y oriental de Australia. Son venenosas, pero no son consideradas mortales. Son de tamaño relativamente pequeño, promediando alrededor de  0,50 metros de longitud pero pueden llegar a ser tan pequeñas como 0,18 metros. Normalmente son de coloración marrón y habitan bosques, zonas pantanosas y subarbustales donde se alimentan de ranas y lagartos.

## Especies
Se reconocen las 3 siguientes según The Reptile Database:
- Drysdalia coronoides (Günther, 1858)
- Drysdalia mastersii (Krefft, 1866)
- Drysdalia rhodogaster (Jan, 1873)